# Klaus Behrendt
Klaus Behrendt (* 7. Dezember 1920 in Königsberg, Preußen; † 11. Oktober 2013 in Greifswald) war ein deutscher Schauspieler.

## Leben
Nach dem Abitur am Oberrealgymnasium nahm Behrendt Schauspielunterricht bei Werner Raffael.
1939 debütierte er als „Raimund“ in Friedrich Schillers Johanna von Orleans an den Städtischen Bühnen Schauspielhaus Königsberg, wo er bis 1940 ein erstes Engagement erhielt. Danach wechselte Behrendt an das Landestheater Allenstein (1940–1941).
Behrendt arbeitete nach dem Zweiten Weltkrieg zunächst bei der Sendergruppe Alpenland in Graz (1945–1946). Weitere Bühnenstationen waren das Hessische Staatstheater in Wiesbaden unter der Leitung von Karl-Heinz Stroux (1946–1950), das Deutsche Theater Göttingen unter der Leitung von Heinz Hilpert (1950–1964) sowie von 1965 bis 1986 das Wiener Burgtheater.
Nach seinem Einstand am Burgtheater siedelte sich Behrendt in dem südlich von Wien gelegenen niederösterreichischen Weinort Gumpoldskirchen an, wo er als prominenter Weinkenner ein enges Verhältnis zur lokalen Winzerschaft pflegte und wohin er (als Ehrenbürger) auch lange nach dem Ende seiner Berufslaufbahn wiederholt zurückkehrte.
Klaus Behrendt unterrichtete am Max Reinhardt Seminar Wien elf Jahre lang, zu seinen Schülern zählte dort unter anderem der spätere Burgtheater-Direktor Klaus Bachler.
Daneben wirkte Behrendt gelegentlich in Filmproduktionen mit. So konnte man ihn in Karl-Heinz Stroux’ Goethe-Adaption Begegnung mit Werther sehen, in Rolf Thieles Knittel-Verfilmung El Hakim, im Kriegsdrama Hunde, wollt ihr ewig leben, in der Heinz-Erhardt-Komödie Natürlich die Autofahrer.
Einem breiteren Publikum wurde Behrendt vor allem durch zahlreiche große und kleinere Rollen in Fernsehproduktionen bekannt. Er übernahm Gastrollen in Serien und Reihen wie Tatort, Der Kommissar und vor allem Derrick.
Klaus Behrendt, dessen Leidenschaft Schiffsreisen waren, fand seine letzte Ruhe in einer Bestattung zur See.

## Filmografie (Auswahl)
- 1949: Heimliches Rendezvous
- 1949: Begegnung mit Werther
- 1954: Sie
- 1954: Was ihr wollt
- 1955: Mamitschka
- 1957: El Hakim
- 1957: Die große Chance
- 1959: Hunde, wollt ihr ewig leben
- 1959: Natürlich die Autofahrer
- 1960: Die eiskalte Nacht
- 1963: Die erste Lehre / Willy
- 1966: Der Narr oder Die zierliche Revolution (TV; Regie: Günther Andreas Pape)
- 1967: Fentons völlig verrückte Erfindung (TV; Regie: Hermann Lanske)
- 1972: Briefe von gestern
- 1973: Der Kommissar – Ein Funken in der Kälte (Fernsehserie)
- 1978: Derrick – Der Spitzel
- 1978: Hiob
- 1981: Derrick – Am Abgrund (Fernsehserie)
- 1982: Tatort – Mordkommando (Fernsehreihe)
- 1983: Derrick – Via Genua
- 1984: Derrick – Das seltsame Leben des Herrn Richter
- 1986: Derrick – Der Charme der Bahamas
- 1986: Ein Portrait von Mario (TV; Regie: Herbert Fuchs)
- 1991: Heldenfrühling

## Publikationen
- Klaus Behrendt (Hrsg.), Konrad Ettl (Illustr.): Puppentheater in Österreich. UNIMA Zentrum Österreich (Hrsg.), Wien 1987, OBV.
- Renate Miglbauer (Hrsg., Gestaltung), Klaus Behrendt (Mitw.): Puppentheater in Österreich. 19. Mai bis 25. Juni 1995. Ausstellung in Zusammenarbeit mit dem Österreichischen Theatermuseum in der Burg Wels. Mitteilungen aus dem Stadtmuseum Wels (Teil 83 = 95,4). Magistrat der Stadt Wels (Stadtmuseum), Wels 1995, OBV.
- Klaus Behrendt: Richard Teschner. In: Wolfgang Greisenegger: Theaterwelt – Welttheater. Springer/Land Niederösterreich, Wien/St. Pölten 2003, OBV.

## Auszeichnungen
- 2002: Ehrenkreuz für Wissenschaft und Kunst I. Klasse der Republik Österreich[4]
- Kammerschauspieler (Österreich)